# San Miguel de Serrezuela
San Miguel de Serrezuela és un municipi de la província d'Àvila, a la comunitat autònoma de Castella i Lleó.

## Demografia
| 1991 | 1996 | 2001 | 2004 |
| ---- | ---- | ---- | ---- |
| 236  | 232  | 205  | 183  |